# アメリカ政治学会

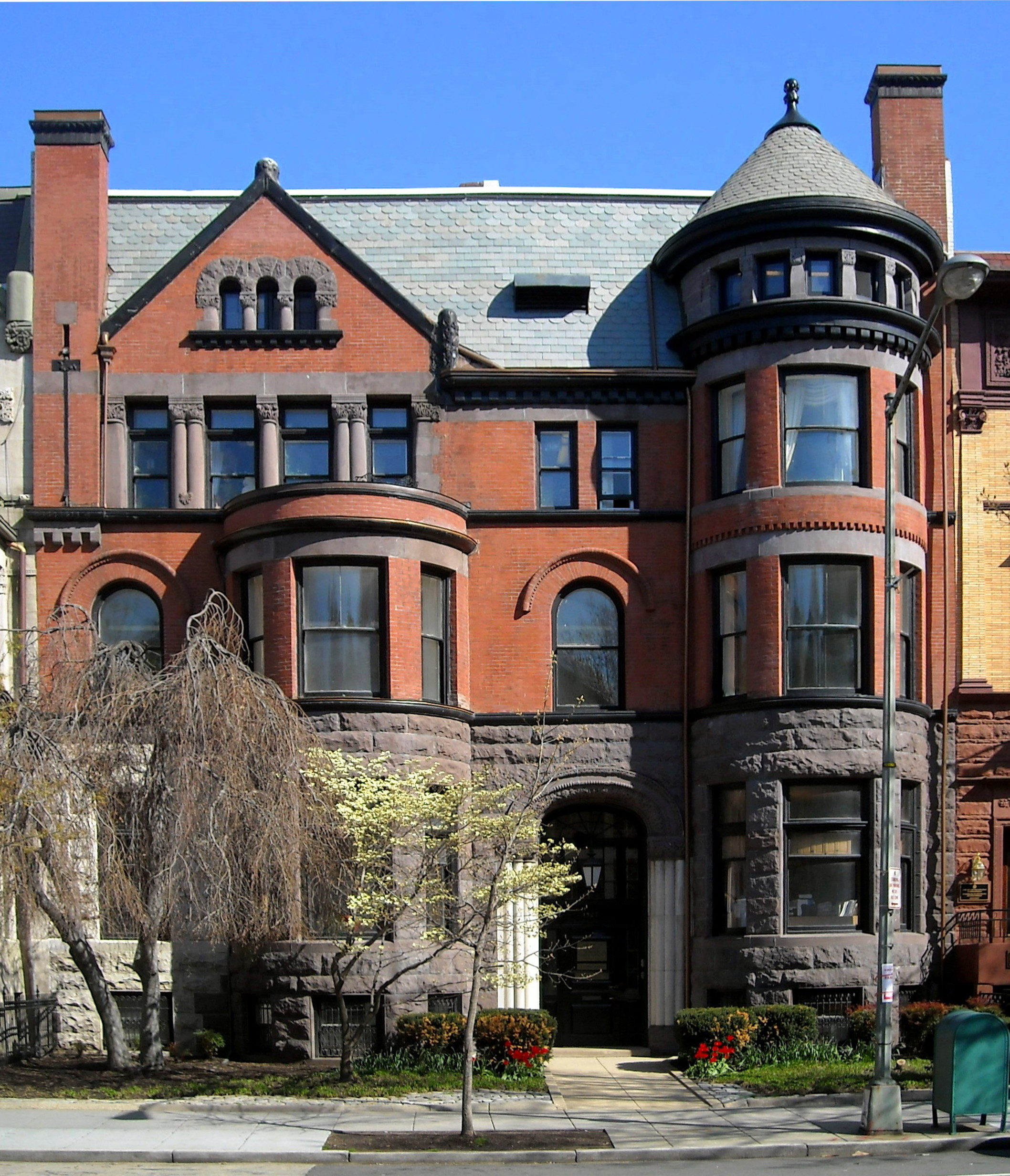
ワシントンD.C.にあるアメリカ政治学会本部

アメリカ政治学会（アメリカせいじがっかい、英: American Political Science Association, APSA）は、1903年に設立された政治学者の学会。

## 賞
- Dissertation Awards
- Paper and Article Awards
- Book Awards
- Career Awards
- Goodnow Award
- Teaching Award and Campus Teaching Award Recognition

## 歴代会長
1. 1904‐1905年：Frank Johnson Goodnow
2. 1905‐1906年：Albert Shaw
3. 1906‐1907年：Frederick N. Judson
4. 1907‐1908年：ジェームズ・ブライス
5. 1909‐1910年：ウッドロウ・ウィルソン
6. 1913‐1914年：ジョン・バセット・ムーア
7. 1918‐1919年：ポール・ラインシュ
8. 1924‐1925年：チャールズ・メリアム
9. 1943‐1944年：クインシー・ライト
10. 1951‐1952年：ルーサー・ギューリック
11. 1952‐1953年：E. Pendleton Herring
12. 1953‐1954年：ラルフ・バンチ
13. 1954‐1955年：Charles McKinley
14. 1955‐1956年：ハロルド・ラスウェル
15. 1956‐1957年：E.E. Schattschneider
16. 1957‐1958年：V. O. Key, Jr.
17. 1958‐1959年：R. Taylor Cole
18. 1959‐1960年：Carl B. Swisher
19. 1960‐1961年：Emmette S. Redford
20. 1961‐1962年：Charles S. Hyneman
21. 1962‐1963年：カール・フリードリッヒ
22. 1963‐1964年：C. Herman Pritchett
23. 1964‐1965年：David Truman
24. 1965‐1966年：ガブリエル・アーモンド
25. 1966‐1967年：ロバート・ダール
26. 1967‐1968年：Merle Fainsod
27. 1968‐1969年：デイヴィッド・イーストン
28. 1969‐1970年：カール・ドイッチュ
29. 1970‐1971年：Robert E. Lane
30. 1971‐1972年：Heinz Eulau
31. 1972‐1973年：Robert E. Ward
32. 1973‐1974年：Avery Leiserson
33. 1974‐1975年：Austin Ranney
34. 1975‐1976年：James MacGregor Burns
35. 1976‐1977年：Samuel Beer
36. 1977‐1978年：John C. Wahlke
37. 1978‐1979年：Leon D. Epstein
38. 1979‐1980年：Warren Miller
39. 1980‐1981年：チャールズ・リンドブロム
40. 1981‐1982年：シーモア・M・リプセット
41. 1982‐1983年：ウィリアム・ライカー
42. 1983‐1984年：Philip Converse
43. 1984‐1985年：Richard Fenno
44. 1985‐1986年：Aaron Wildavsky
45. 1986‐1987年：サミュエル・P・ハンティントン
46. 1987‐1988年：ケネス・ウォルツ
47. 1988‐1989年：Lucian W. Pye
48. 1989‐1990年：ジュディス・シュクラー
49. 1990‐1991年：セオドア・ローウィ
50. 1991‐1992年：James Q. Wilson
51. 1992‐1993年：Lucius J. Barker
52. 1993‐1994年：Charles O. Jones
53. 1994‐1995年：シドニー・ヴァーバ
54. 1995‐1996年：アーレンド・レイプハルト
55. 1996‐1997年：エリノア・オストロム
56. 1997‐1998年：M. Kent Jennings
57. 1998‐1999年：Matthew Holden Jr
58. 1999‐2000年：ロバート・コヘイン
59. 2000‐2001年：ロバート・ジャーヴィス
60. 2001‐2002年：ロバート・パットナム
61. 2002‐2003年：シーダ・スコチポル
62. 2003‐2004年：Susanne Hoeber Rudolph
63. 2004‐2005年：マーガレット・リーヴァイ
64. 2005‐2006年：Ira Katznelson
65. 2006‐2007年：ロバート・アクセルロッド
66. 2007‐2008年：Dianne Pinderhughes
67. 2008‐2009年：ピーター・カッツェンスタイン
68. 2009‐2010年：Henry Brady
69. 2010‐2011年：キャロル・ペイトマン
70. 2011‐2012年：G. Bingham Powell
71. 2012‐2013年：ジェーン・マンスブリッジ
72. 2013‐2014年：John Aldrich
73. 2014-2015年：Rodney E. Hero
74. 2015-2016年：ジェニファー・ホックスチャイルド
75. 2016-2017年：デイヴィッド・レイク
76. 2017-2018年：キャスリーン・テーレン（Kathleen Thelen）
77. 2018–2019年：Rogers Smith
78. 2019–2020年：Paula D. McClain
79. 2020-2021年：Janet Box-Steffensmeier
80. 2021-2022年：John Ishiyama
81. 2022-2023年：リサ・マーティン
82. 2023-2024年：Mark Warren
83. 2024-2025年：Taeku Lee